# Лев (село)
Лев (азерб. Lev) — село в одноименной административно-территориальной единице Кельбаджарского района Азербайджана. Расположено в предгорной территории.

## История
Полное наименование — Левкянд. Название села происходит от названия древней крепости Лев (или Лех). На территории села находится крепость древних албанцев под названием «Лёк». Слово «Лёк» звучит как «Лёй». Эти слова постепенно ассимилировались и приобрели форму Лев.
В ходе Первой карабахской войны село перешло под контроль непризнанной НКР, под контролем которой находилось до ноября 2020 года.
25 ноября 2020 года на основании трёхстороннего соглашения между Азербайджаном, Арменией и Россией от 10 ноября 2020 года Кельбаджарский район возвращён под контроль Азербайджана.

## Население
Село Лев было населено субэтнической группой азербайджанцев — айрумами.
В ходе армяно-азербайджанского конфликта, население села вынуждено было переселиться в разные районы Азербайджана.